# Batîc, Anenii Noi
Batîc este o localitate în comuna Geamăna, raionul Anenii Noi, Republica Moldova.

## Demografie
Structură etnică
     moldoveni (37,5%)
     ucraineni (31,25%)
     ruși (31,25%)
     găgăuzi (0%)
     bulgari (0%)
     români (0%)
     evrei (0%)
     polonezi (0%)
     țigani (0%)
     alte etnii / nedeclarată (0%)
Conform datelor recensământului din 2004, populația localității este de 32 locuitori, dintre care 17 (53,13%) bărbați și 15 (46,88%) femei. Structura etnică a populației în cadrul localității arată astfel:
- moldoveni — 12;
- ucraineni — 10;
- ruși — 10;
- altele / nedeclarată — 0.